# Venezuela en la clasificación de Conmebol para la Copa Mundial de Fútbol de 1994
La selección de fútbol de Venezuela fue una de las nueve selecciones de fútbol que participaron en la clasificación de Conmebol para la Copa Mundial de Fútbol de 1994, en la que se definieron los representantes de Conmebol para la Copa Mundial de Fútbol de 1994, que se desarrolló en Estados Unidos.

## Sistema de juego
Para la Copa Mundial de Fútbol de 1994, la Conmebol contó con tres cupos directos en su fase clasificatoria. Participaron nueve de las diez selecciones afiliadas, dado que la selección de Chile se encontraba suspendida por un incidente de la eliminatoria anterior.
Los nueve equipos se dividieron en dos grupos: el grupo A con cuatro integrantes y el B con cinco. Los dos primeros de cada grupo obtendrían la clasificación. El sistema utilizado en los grupos fue una liguilla a ida y vuelta. El segundo clasificado en los grupos con puntaje más bajo jugaría una repesca contra el ganador de la clasificatoria de OFC.

## Tabla final de posiciones
| Selección | Pts.                   | PJ                     | PG                     | PE                     | PP                     | GF                     | GC                     | Dif.                   |
| --------- | ---------------------- | ---------------------- | ---------------------- | ---------------------- | ---------------------- | ---------------------- | ---------------------- | ---------------------- |
| Colombia  | 10                     | 6                      | 4                      | 2                      | 0                      | 13                     | 2                      | 11                     |
| Brasil    | 12                     | 8                      | 5                      | 2                      | 1                      | 20                     | 4                      | 16                     |
| Bolivia   | 11                     | 8                      | 5                      | 1                      | 2                      | 22                     | 11                     | 11                     |
| Uruguay   | 10                     | 8                      | 4                      | 2                      | 2                      | 10                     | 7                      | 3                      |
| Argentina | 7                      | 6                      | 3                      | 1                      | 2                      | 7                      | 9                      | –2                     |
| Paraguay  | 6                      | 6                      | 1                      | 4                      | 1                      | 6                      | 7                      | –1                     |
| Ecuador   | 5                      | 8                      | 1                      | 3                      | 4                      | 7                      | 7                      | 0                      |
| Venezuela | 2                      | 8                      | 1                      | 0                      | 7                      | 4                      | 34                     | –30                    |
| Perú      | 1                      | 6                      | 0                      | 1                      | 5                      | 4                      | 12                     | –8                     |
| Chile     | Suspendido por la FIFA | Suspendido por la FIFA | Suspendido por la FIFA | Suspendido por la FIFA | Suspendido por la FIFA | Suspendido por la FIFA | Suspendido por la FIFA | Suspendido por la FIFA |

## Partidos

### Grupo B
| Selección | Pts. | PJ | PG | PE | PP | GF | GC | Dif |
| --------- | ---- | -- | -- | -- | -- | -- | -- | --- |
| Brasil    | 12   | 8  | 5  | 2  | 1  | 20 | 4  | 16  |
| Bolivia   | 11   | 8  | 5  | 1  | 2  | 22 | 11 | 11  |
| Uruguay   | 10   | 8  | 4  | 2  | 2  | 10 | 7  | 3   |
| Ecuador   | 5    | 8  | 1  | 3  | 4  | 7  | 7  | 0   |
| Venezuela | 2    | 8  | 1  | 0  | 7  | 4  | 34 | -30 |

#### Primera vuelta
| 18 de julio de 1993 | Venezuela    | 1:7 (1:3) | Bolivia                                                       | Estadio Cachamay, Puerto Ordaz                          |                                                         |
|                     | Palencia 14' | Reporte   | Sánchez 25', 64', 70' · Ramallo 37', 61', 68' · Cristaldo 39' | Asistencia: 12.000 espectadores Árbitro(s): Berny Ulloa | Asistencia: 12.000 espectadores Árbitro(s): Berny Ulloa |

| 25 de julio de 1993 | Venezuela | 0:1 (0:0) | Uruguay     | Polideportivo de Pueblo Nuevo, San Cristóbal                   |                                                                |
|                     |           | Reporte   | Herrera 59' | Asistencia: 12.000 espectadores Árbitro(s): José torres Cadena | Asistencia: 12.000 espectadores Árbitro(s): José torres Cadena |

| 1 de agosto de 1993 | Venezuela  | 1:5 (0:1) | Brasil                                                    | Polideportivo de Pueblo Nuevo, San Cristóbal                    |                                                                 |
|                     | García 84' | Reporte   | Raí 34' (p) · Bebeto 70', 79' · Branco 71' · Palhinha 88' | Asistencia: 15.000 espectadores Árbitro(s): Armando Pérez Hoyos | Asistencia: 15.000 espectadores Árbitro(s): Armando Pérez Hoyos |

| 8 de agosto de 1993 | Ecuador                                       | 5:0 (2:0) | Venezuela | Estadio Olímpico Atahualpa, Quito                              |                                                                |
|                     | Muñoz 23' · Hurtado 40', 50', 76' · Chalá 60' | Reporte   |           | Asistencia: 15.000 espectadores Árbitro(s): Francisco Lamolina | Asistencia: 15.000 espectadores Árbitro(s): Francisco Lamolina |

#### Segunda vuelta
| 22 de agosto de 1993 | Bolivia                                                                      | 7:0 (1:0) | Venezuela | Estadio Hernando Siles, La Paz                            |                                                           |
|                      | Ramallo 8' · Melgar 58', 90' · Sánchez 69' · Sandy 79' · Etcheverry 72', 82' | Reporte   |           | Asistencia: 47.500 espectadores Árbitro(s): Sabino Farina | Asistencia: 47.500 espectadores Árbitro(s): Sabino Farina |

| 29 de agosto de 1993 | Uruguay                                  | 4:0 (3:0) | Venezuela | Estadio Centenario, Montevideo                                            |                                                                           |
|                      | Kanapkis 7', 31' · Cedrés 41' · Sosa 64' | Reporte   |           | Asistencia: 20.000 espectadores Árbitro(s): Juan Francisco Escobar Valdez | Asistencia: 20.000 espectadores Árbitro(s): Juan Francisco Escobar Valdez |

| 5 de septiembre de 1993 | Brasil                                           | 4:0 (3:0) | Venezuela | Estadio Mineirão, Belo Horizonte                               |                                                                |
|                         | Ricardo Gomes 2', 89' · Palhinha 29' · Evair 31' | Reporte   |           | Asistencia: 64.000 espectadores Árbitro(s): Francisco Lamolina | Asistencia: 64.000 espectadores Árbitro(s): Francisco Lamolina |

| 12 de septiembre de 1993 | Venezuela               | 2:1 (1:1) | Ecuador    | Polideportivo de Pueblo Nuevo, San Cristóbal                |                                                             |
|                          | García 1' · Morales 51' | Reporte   | Tenorio 5' | Asistencia: 3.000 espectadores Árbitro(s): Fernando Cappell | Asistencia: 3.000 espectadores Árbitro(s): Fernando Cappell |

## Goleadores
El goleador de la selección venezolana durante las clasificatorias fue Juan García, con dos goles. 
| Jugador          | Selección | Goles |
| ---------------- | --------- | ----- |
| Juan García      | Venezuela | 2     |
| Luis Morales     | Venezuela | 1     |
| Oswaldo Palencia | Venezuela | 1     |